# Сванідзе Микола Карлович
Мико́ла Ка́рлович Свані́дзе (рос. Николай Карлович Сванидзе; 2 квітня 1955, Москва — 11 вересня 2024, там само) — російській тележурналіст, історик, викладач грузино-єврейського походження, член Громадської палати, колишній член Комісії з протидії спробам фальсифікації історії на шкоду інтересам Росії. Ведучий декількох популярних телевізійних програм, зокрема циклу «Історичні хроніки».

## Життєпис
Народився 2 квітня 1955 року у Москві.
Закінчив історичний факультет Московського державного університету за спеціальністю «викладач історії із знанням іноземної мови».
Певний час був співробітником Інституту США та Канади РАН, пізніше викладав в Історико-архівному інституті, займався репетиторством. Журналістикою почав займатися 1992 року на запрошення свого товариша Євгена Кисельова, коли отримав посаду телекоментатора. Пізніше, з 1999 року був автором і ведучим програми «Контрасти», «Подробиці», «Дзеркало».
У 2005 указом Президента Росії призначений членом Громадської палати Російської Федерації, а пізніше став членом Комісії з протидії фальсифікації історії на шкоду Росії. У 2007 році головує на кафедрі журналістики Російського гуманітарного університету. У 2010—2011 роках ведучий популярних програм «Суд часу», «Історичний процес».
Був одним з найпослідовніших та жорстких критиків сталінізму та спроб реабілітації Сталіна.
Помер 11 вересня 2024 року у Москві в 69-річному віці від пневмонії.

## Цікаві факти
Названий на честь дідуся — Миколи Сванідзе.
2008 року стверджував, що українці «брешуть» і «тягнуть ковдру на себе», коли кажуть, що Голодомор 1932—1933 років був геноцидом українців, а не всього радянського народу.